# Fininfo
Fininfo fut un diffuseur d'informations financières (en) et commerciales français, fondé en 1982 par Gérard Jeulin, et racheté par SIX Financial Information (anciennement SIX Telekurs) en 2007.

## Les services d'information financière
Fininfo vise, dès les premières années de sa création, une clientèle professionnelle, essentiellement les gérants de portefeuille et les agents de change. Son modèle économique est celui de l'abonnement par utilisateur.
La première offre proposée est un service d'affichage de cotation des valeurs mobilières, essentiellement françaises, sur un poste propriétaire, asservi à la base de données centrale de Fininfo.
Avec la généralisation de Windows comme système d'exploitation des PC, Fininfo a porté son offre pour PC, permettant à l'utilisateur de se débarrasser d'un matériel destiné à ce seul service. Cette offre s'appelle FinWin. Fininfo proposera plus tard Finweb, un service d'affichage de prix disponible sur internet.
Au fil des ans, Fininfo propose des solutions de flux : la demande porte de plus en plus sur une intégration des données dans des systèmes de gestion, que ce soit pour la passation d'ordres ou la valorisation de portefeuille.
- PGD-C est ainsi un service de vacation quotidienne. Selon l'abonnement, plusieurs fichiers peuvent ainsi être acheminés électroniquement chez le client entre la fin d'après-midi et le début de matinée, selon les fuseaux horaires dans lesquels les bourses opèrent.
- PGD-OST réplique le principe sur les opérations sur titres (OST).
- Finalim est un service de fourniture de cours sur requête : le client envoie un fichier des valeurs qui l'intéressent et Fininfo renvoie ce fichier valorisé avec des cours.

## Stratégie et position concurrentielle
C'est en constatant que les professionnels des marchés de titres n'avaient, pour la valorisation de leur portefeuille, qu'un support écrit hebdomadaire (le plus souvent la cote boursière complète arrêtée aux cours de clôture du vendredi soir dans une édition du week-end), que l'idée est venue à Gérard Jeulin de proposer une diffusion en mode vidéo et une fréquence de rafraichissement au moins quotidienne.
Fininfo s'est ainsi développé pendant ses premières années sur un modèle simple ; d'un côté, acquisition des cours auprès de la Bourse de Paris, de l'autre, diffusion en temps réel et présentation sur un écran des cours avec les caractéristiques des valeurs.
En rachetant Base d'Informations Légales (BIL) en 1997, Fininfo fait alors le choix d'une intégration horizontale sur le marché de la diffusion d'informations, en ajoutant l'information commerciale, qu'on appelle aussi "connaissance inter-entreprises", à l'information financière.
Si Fininfo observe de près les éditeurs de logiciels opérant sur les marchés financiers, prenant une participation minoritaire dans Concept, présent dans les applications de back office, puis dans Effix, présent sur le marché du front office, sa seule opération d'importance dans le logiciel porte sur le rachat d'Actio Finance, en 1999 : l'éditeur, porté alors par l'essor de la banque en ligne, détient 80 % du marché français des plateformes de courtage en ligne : une position de force, mais sur un marché étroit.
Ainsi, si ses principaux concurrents Reuters et Bloomberg font le choix d'une intégration verticale, en mettant sur le marché des progiciels de risk-management ou de gestion de portefeuille, consommateurs naturels d'informations financières, Fininfo préfère s'en tenir à son choix initial, et consolide sa position sur le marché de l'information commerciale, en reprenant, en 2005, l'activité française de l'américain (en) Dun & Bradstreet. Il devient alors numéro 2 de ce marché, en France, derrière la Coface.
Une autre voie pour élargir le marché consiste à cibler la clientèle des particuliers en plus de celle des professionnels. C'est ce que fait Fininfo en rachetant l'allemand b.i.s. en 2002. Cependant, l'expérience sera décevante, les synergies étant difficiles à trouver entre deux clientèles aux besoins différents, de surcroit séparées en deux marchés domestiques ; l'allemand sera cédé 3 ans plus tard.
Fininfo multiplie malgré tous les partenariats, notamment avec Telekurs, qui entre à son capital, et l'américain Bridge Information Systems, avec un accord mutuel de distribution de leurs données sur le territoire de l'autre. Les rachats de SVM et d'Ecovision et la création d'un bureau à Madrid étendent la couverture géographique respectivement à la Belgique, la Scandinavie et l'Espagne. 
Cependant, en 2003, les divergences stratégiques avec Telekurs s'accentuent, Fininfo cherchant à préserver son indépendance, et conduisent à la rupture entre les deux sociétés. Puis, en 2005, Fininfo connaît un revers, Reuters mettant un arrêt brutal à son accord commercial avec Bridge, qu'il rachète cette année-là. Ainsi, début 2006, Fininfo est absent des grands marchés, États-Unis, Grande-Bretagne, Allemagne et Suisse, et se retrouve exagérément dépendant du marché français, les 83 % de son CA réalisé en France ne représentant que 14 % du marché français de l'information financière. De plus, les pressions sur les prix, depuis 2002, c'est-à-dire depuis l'éclatement de la bulle internet, ont pesé sur la rentabilité : alors qu'en 1997, Fininfo réalisait 43 MF de résultats pour 370 MF de chiffres d'affaires, le bénéfice tombe en 2007 à 4,5 millions d'euros pour 138 millions d'euros de CA.
Ainsi Gérard Jeulin, par ailleurs sans succession claire au moment où il souhaite se retirer, prend-il la décision de céder les deux activités d'informations financière et commerciale à des entités séparées. Ironie du sort, c'est Telekurs, sorti 4 ans plus tôt du capital, qui reprend la première, en 2007. Mais ce démantèlement contraint est sans doute aussi la démonstration a posteriori que la stratégie suivie, celle de l'intégration horizontale, avait été une erreur.

## Historique
- 1982 : fondation de la société à Paris
- 1988 : introduction sur le Second Marché de la Bourse de Paris
- 1996 : prise de participation de Telekurs dans Fininfo à hauteur de 10 %
- 1997 : rachat du diffuseur d'informations commerciales BIL (Base d'Informations Légales)
- 1998 : accord de distribution en France des données de l'américain Bridge
- 1998 : rachat d'Europerformance, diffuseur de valeurs liquidatives d'OPCVM[5]
- 1999 : rachat d'Actio Finance, société informatique dans le secteur financier, éditeur du progiciel Patio
- 2001 : rachat à Telerate de sa filiale française[6]
- 2001 : rachat d'Ecovision, éditeur de logiciel suédois[7]
- 2002 : rachat du belge SVM, filiale de la Bourse de Bruxelles[8]
- 2002 : rachat de la majorité du capital de b.i.s., diffuseur allemand d'informations financières, essentiellement à destination de la clientèle des particuliers
- 2003 : sortie de Telekurs du capital de Fininfo
- 2004 : lancement de Finweb, logiciel d'affichage d'informations financières sur internet[9]
- 2005 : rachat à Dun & Bradstreet de sa filiale française[10]. Fininfo détient alors 40 % du marché français de l'information commerciale.
- 2005 : cessation de la distribution en France des produits ex-Telerate à la suite de la reprise de Moneyline-Telerate par Reuters
- 2006 : cession de b.i.s. à l'allemand VWD[11]
- 2007 : Gérard Jeulin vend séparément les activités d'information financière au suisse SIX Telekurs[12] et d'information commerciale à un fonds de private equity, sous le nom d'Altares.